# Michalin (Józefów)
Michalin – dawniej samodzielna miejscowość, obecnie część miasta Józefów, w województwie mazowieckim, w powiecie otwockim. Leży w północnej części miasta, przy granicy z Warszawą (osiedlem Falenica). Od południowego zachodu graniczy z józefowskimi Rycicami.
Ma charakter letniskowy, z dużą ilością zieleni; dominuje tu zabudowa jednorodzinna. Przy ulicy Piłsudskiego znajduje się przystanek kolejowy Michalin, obsługujący około 1500 pasażerów na dobę.

## Historia
Do 1924 letnisko w gminie Wiązowna w powiecie warszawskim w woj. warszawskim. W 1921 roku Michalin liczył 136 stałych mieszkańców. 
1 stycznia 1925 włączony do nowo utworzonej gminy Letnisko Falenica w tymże powiecie.
20 października 1933 utworzono gromadę Michalin w granicach gminy Letnisko Falenica, składającą się z samego letniska Michalin.
Podczas II wojny światowej w Generalnym Gubernatorstwie, w dystrykcie warszawskim. W 1943 gromada Michalin w gminie Falenica liczyła 631 mieszkańców.
15 maja 1951, w związku ze zniesieniem gminy Falenica Letnisko (i włączeniem jej większej części do Warszawy), gromada Michalin  weszła w skład gminy Józefów. Jedynie małą część gromady Michalin włączono do Warszawy.
1 lipca 1952, w związku z likwidacją powiatu warszawskiego, gminę Józefów (z Michalinem) przeniesiono do nowo utworzonego powiatu miejsko-uzdrowiskowego Otwock, gdzie została przekształcona w jedną z jego ośmiu jednostek składowych – dzielnicę Józefów.
Dzielnica Józefów przetrwała do końca 1957 roku, czyli do chwili zniesienia powiatu miejsko-uzdrowiskowego Otwock i przekształcenia go w powiat otwocki. 1 stycznia 1958 dzielnicy Józefów nadano status osiedla, przez co Michalin stał się integralną częścią Józefowa, a w związku z nadaniem Józefowowi praw miejskich 18 lipca 1962 – częścią miasta.